# Столяров, Андрей Александрович
Андрей Александрович Столяров (род. 26 июля 1989) — российский спортсмен, бронзовый призёр Универсиады 2013 года по академической гребле.

## Биография
Участник чемпионата мира 2010 года, где стал 11-м в гонке восьмёрок.
Участник трёх чемпионатов Европы. В гонке восьмёрок был 8-м в 2009 году и 5-м — в 2010 году. В 2013 году в гонке четвёрок был 11-м.
Призёр Универсиады в Казани.